# Kanton Anet
Der Kanton Anet ist seit 1790 ein französischer Wahlkreis im Arrondissement Dreux, im Département Eure-et-Loir und in der Region Centre-Val de Loire; sein Hauptort ist Anet. 

## Gemeinden
Der Kanton besteht aus 25 Gemeinden mit insgesamt 25.356 Einwohnern (Stand: 1. Januar 2022) auf einer Gesamtfläche von 288,85 km²:
| Gemeinde                   | Einwohner 1. Januar 2022 | Fläche km² | Dichte Einw./km² | Code INSEE | Postleitzahl |
| -------------------------- | ------------------------ | ---------- | ---------------- | ---------- | ------------ |
| Abondant                   | 2.446                    | 34,8       | 70               | 28001      | 28410        |
| Anet                       | 2.708                    | 7,85       | 345              | 28007      | 28260        |
| Berchères-sur-Vesgre       | 855                      | 11,99      | 71               | 28036      | 28260        |
| Boncourt                   | 283                      | 3,71       | 76               | 28050      | 28260        |
| Boutigny-Prouais           | 1.708                    | 32,5       | 53               | 28056      | 28410        |
| Broué                      | 859                      | 12,03      | 71               | 28062      | 28410        |
| Bû                         | 2.093                    | 22,6       | 93               | 28064      | 28410        |
| Cherisy                    | 1.857                    | 12,38      | 150              | 28098      | 28500        |
| Germainville               | 345                      | 8,67       | 40               | 28178      | 28500        |
| Gilles                     | 503                      | 7,26       | 69               | 28180      | 28260        |
| Goussainville              | 1.340                    | 13,04      | 103              | 28185      | 28410        |
| Guainville                 | 684                      | 14,12      | 48               | 28187      | 28260        |
| Havelu                     | 131                      | 3,7        | 35               | 28193      | 28410        |
| La Chapelle-Forainvilliers | 214                      | 5,38       | 40               | 28076      | 28500        |
| La Chaussée-d’Ivry         | 1.307                    | 8,39       | 156              | 28096      | 28260        |
| Le Mesnil-Simon            | 569                      | 9,17       | 62               | 28247      | 28260        |
| Marchezais                 | 408                      | 2,19       | 186              | 28235      | 28410        |
| Montreuil                  | 530                      | 6,21       | 85               | 28267      | 28500        |
| Oulins                     | 1.221                    | 10,08      | 121              | 28293      | 28260        |
| Rouvres                    | 818                      | 16,24      | 50               | 28321      | 28260        |
| Saint-Lubin-de-la-Haye     | 950                      | 14,32      | 66               | 28347      | 28410        |
| Saint-Ouen-Marchefroy      | 293                      | 9,21       | 32               | 28355      | 28260        |
| Saussay                    | 1.090                    | 4,59       | 237              | 28371      | 28260        |
| Serville                   | 362                      | 5,62       | 64               | 28375      | 28410        |
| Sorel-Moussel              | 1.782                    | 12,8       | 139              | 28377      | 28260        |
| Kanton Anet                | 25.356                   | 288,85     | 88               | 2801       | –            |

Bis zur landesweiten Neuordnung der französischen Kantone im März 2015 gehörten zum Kanton Anet die 20 Gemeinden Abondant, Anet, Berchères-sur-Vesgre, Boncourt, Broué, Bû, Gilles, Goussainville, Guainville, Havelu, La Chaussée-d’Ivry, Le Mesnil-Simon, Marchezais, Oulins, Rouvres, Saint-Lubin-de-la-Haye, Saint-Ouen-Marchefroy, Saussay, Serville und Sorel-Moussel. Sein Zuschnitt entsprach einer Fläche von 223,71 km2. 